# Phan Rang-Tháp Chàm
Phan Rang-Tháp Chàm (znane jako Phan Rang) – miasto w południowym Wietnamie, stolica prowincji Ninh Thuận. W 2023 roku liczyło 207 998 mieszkańców.
Do 1832 roku stolica Pandurangi, autonomicznego księstwa Czamów pozostałego po podbitej przez Wietnamczyków Czampie. W 1981 roku miejscowość Phan Rang połączono w jedno miasto ze stacją kolejową Tháp Chàm (Wieża Czamów) słynną ze znajdującej się w pobliżu świątyni Po Klon Garai. W pobliżu miasta znajduje się lotnisko wojskowe będące w czasie wojny wietnamskiej jedną z głównych baz lotniczych wykorzystywanych przez wojska amerykańskie. W mieście rozwinął się przemysł spożywczy oraz lekki.

## Architektura
- Świątynia Po Rome